# Maksïm Nïzovcev
Maksïm Pavlovïç Nïzovcev (in kazako Максим Павлович Низовцев?, in russo Максим Павлович Низовцев?, Maksim Pavlovič Nizovcev; Qostanay, 9 settembre 1972) è un ex calciatore kazako, di ruolo centrocampista.